# メッツラーの逆説

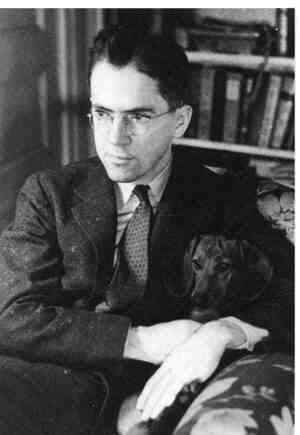
ロイド・メッツラー メッツラーの逆説の可能性を示した。

メッツラーの逆説（めっつらーのぎゃくせつ、あるいはメッツラー・パラドックス、英: Metzler paradox）とは、関税を課したときに輸入財の世界価格が大きく低下し、関税を加味した輸入財価格が関税賦課前よりも低下してしまう理論的可能性のこと。日本語ではメツラーの逆説と記述されることもある。ロイド・メッツラーによってその可能性が示された。

## 概要
メッツラーの逆説は輸出国のオファー曲線が非常に弾力的であるときに起こる。このとき、関税が関税賦課国の輸入財の世界価格を大きく低下させ、関税賦課国の交易条件を劇的に改善させる。その結果、輸入財の関税賦課後の国内価格が関税賦課前の国内価格よりも低くなってしまう。関税が保護の役割を果たさなくなってしまうことから、逆説、パラドックスと呼ばれる。しかし、このような理論的結果は非現実的であると指摘されている。
- ロイド・メッツラーが、ヘクシャー＝オリーン・モデルを用いて関税の経済効果を検証した1949年の論文においてメッツラーの逆説の理論的可能性が示された[5]。
- 関税の交易条件に対する効果について、ラーナーの逆説という別の逆説が存在する。複数財の一般均衡モデルを用いてメッツラーの逆説とラーナーの逆説の両方が起こらない条件を導出している研究もある[6]。また、両方の逆説を同一のモデルを用いて説明する試みもある[7]。